# كريستيان لويس لانج
كريستيان لويس لانج (بالنرويجية: Christian Lous Lange)‏ هو سياسي نرويجي ولد في 17 سبتمبر 1869 في سترفنجر وتوفي في 11 ديسمبر 1938.
كان جده من والده ناشر ومؤرخ بينما كان والده مهندسا في الجيش. تحصل على بكالورويس من جامعة أوسلو في سنة 1893. درس التاريخ في معهد نوبل النرويجي بين 1890 و 1909.انتخب أمين عام الاتحاد البرلماني الدولي في سنة 1919 وبقي في هذا المنصب حتى تقاعده سنة 1933. في سنة 1907 مثل النرويج مؤتمر السلام العالمي بلاهاي. عرف عنه كونه شخصية سلمية وتحصل سنة 1921 على جائزة نوبل للسلام مع كارل هايلمار برانتينج.

## روابط خارجية
- كريستيان لويس لانج على موقع الموسوعة البريطانية (الإنجليزية)
- كريستيان لويس لانج على موقع إن إن دي بي (الإنجليزية)